# Ester de Camargo Fonseca Moraes
Ester de Camargo Fonseca Moraes (Paraibuna, 8 de dezembro de 1920 – São Paulo, 2002) foi uma farmacêutica, pesquisadora e professora universitária brasileira. 
Pioneira na implantação da toxicologia no Brasil, tornou-se uma autoridade nacional no assunto.

## Biografia
Ester nasceu na cidade de Paraibuna, em 1920. Ingressou no curso de farmácia da Universidade de São Paulo de onde foi professora por 44 anos na Faculdade de Ciências Farmacêuticas, onde ingressou como professora tão logo graduou-se na então Faculdade de Farmácia e Odontologia, em junho de 1943, a convite do Prof. Dr. Linneu Prestes quando ainda estava no terceiro ano.
Em 1952, obteve o título de doutora e livre-docente, segundo os regulamentos da universidade na época. Junto da carreira docente, Ester também prestava serviços na instalação do Serviço Químico do Jockey Club de São Paulo, em 1944, também por indicação do professor Linneu.
Foi farmacêutica-chefe do Serviço de Controle e Pesquisas Antidopagem em 1958 até 1968, onde implantou um laboratório de controle da dopagem, o primeiro centro de pesquisa toxicológica do Brasil. O laboratório tornou-se referência na América Latina, recebendo estagiários de vários países em busca de treino e especialização. De 1958 a 1965, foram analisadas pelo laboratório mais de 16 mil amostras.
Em 1966, a Faculdade de Farmácia foi transferida para o campus da Cidade Universitária, onde Ester assumiu a disciplina de toxicologia, o que a fez sair do laboratório de antidopagem para ter dedicação exclusiva à docência e a à pesquisa. A disciplina de toxicologia teve um início difícil, com pouca infraestrutura, mas no final da década de 1960 já era uma das mais importantes da universidade. Em 1970, passou a integrar o novo departamento de Análises Clínicas e Toxicológicas (LAT). Em 1971, pleiteou junto à universidade a criação do Laboratório Toxicológico, independente do Laboratório Clínico da faculdade.
O LAT foi pioneiro em realização de análises de urina para controle de doping em atletas, iniciando os trabalhos em 1974 com a Federação Paulista de Futebol. Em vários eventos internacionais, o LAT esteve presente para testagem de amostras, como "Campeonato Mundial de Voleibol Juvenil" (1977), "Campeonato Pan-americano Junior de Ciclismo" (1980), "Campeonato Sul-Americano de Voleibol Feminino" (1981), "Campeonato Mundial Juvenil de Esgrima" (1987), "Volta Ciclística Internacional do Brasil" (1987 e 1988), "Corrida Internacional São Silvestre" (1990 e 1991).
Ester instituiu na universidade o primeiro curso de pós-graduação em nível de mestrado, em 1972, e doutorado, em 1978, em toxicologia do país.
Aposentou-se em 1987, após 45 anos de atividade. Exerceu por mais cinco anos o cargo de professora convidada em nível de pós-graduação até se aposentar em definitivo cinco anos depois. Em 2002, recebeu do Conselho Federal de Farmácia a Comenda de Mérito Farmacêutico, por seus relevantes serviços à profissão de farmacêutica, à toxicologia e à farmácia brasileiras.

## Morte
Ester faleceu em São Paulo, em 2002, aos 82 anos de idade.

## Legado
Em 2011, a Sociedade Brasileira de Toxicologia (SBTox) instituiu a medalha "Professora Ester de Camargo Fonseca Moraes", a fim de homenagear profissionais que tenham prestado serviços memoráveis ou contribuído consideravelmente para o desenvolvimento da Toxicologia no Brasil.